# 포탈 2
《포탈 2》(영어: Portal 2)는 2007년 발매된 《포탈》의 후속작이다. 2010년 3월 5일, 공개되었으며 2010년에 발매한다고 발표하였으나 E3 컨퍼런스에서 2011년에 발매한다고 정정 발표하였다. 이후 2010년 독일게임스컵 2010에서 2011년 2월 9일에 발매된다고 발표하였으나, 후에 2개월 연기되어 2011년 4월 19일에 최종 발매되었다.

## 줄거리
이번 포탈 2에서도 주인공은 첼(Chell)이다. 첼은 전작인 포탈에서 GLaDOS를 붕괴시킨 후 파티 에스코트 코어에게 끌려가게 되었다. 첼이 눈을 떠봤을때는 50일이 지난 후의 휴식실에 있었으며, 첼은 미리 녹음된 음성으로 말해주는 안내인(Announcer)의 지시에 따라 '필수 신체 및 정신 건강 운동'을 실행한 뒤 침대에서 동면을 취했으며, 52000년 이라는 매우 오랜 시간이 흐른 후에야 첼은 다시 동면 상태에서 깨어난다. 동면에서 깨어날 때엔 시설이 매우 낡아있으며 포탈 2의 핵심 주인공 중 하나이자 인격 코어 인 휘틀리(Wheatley)가 첼을 데리고 연구소를 탈출하려 하였다. 하지만 GLaDOS가 있는 방 가까이에서 휘틀리가 스위치를 모두 고르는 바람에 GLaDOS가 재가동하기 시작한다. 부서진 부품이 서서히 결합하며 부활한 GLaDOS가 해킹을 시도하는 휘틀리를 팔로 집어 부순 뒤 던져버리고 첼은 소각로 안에 들어가게 된다. 이때부터 GLaDOS는 첼에게 또 다시 테스트를 수행하게끔 하지만, 진행 도중 죽은 줄 알았던 휘틀리가 다시 나타나 첼을 따라가며 연구소를 탈출할 방법을 찾았으며, 테스트실 21번 방에서 테스트가 끝나갈 때 즈음이 되면 휘틀리가 실험실의 전원을 끄고 그 틈에 탈출할 기회를 마련한다.
GLaDOS로부터 벗어난 첼과 휘틀리는 GLaDOS에게 대항하기 위해 터렛 생산 라인의 기준이 되는 터릿을 모두 불량품으로 바꾸고, 신경독 생산 튜브를 파괴시켜 무력화시키고 다시 GLaDOS가 있는 곳으로 간다. GLaDOS는 첼을 막을 방법이 없어 무기력하게 휘틀리와 코어 교체를 당하였다. 애퍼처 사이언스의 지배권을 갖게 된 휘틀리는 첼을 배신하여 탈출을 막고 자신의 정체를 말하는 GLaDOS를 감자 전지로 개조해 감자도스로 만들어 놓았다. 휘틀리에 의해 승강기가 파손되어 첼과 감자도스는 아주 깊은 지하에 빠지게 되고, 'Aperture Science Innovators (애퍼처 사이언스 이노베이터)'라는 더 이상 쓰이지 않는 오래된 실험실에 오게 된다. GLaDOS는 그녀의 동력원인 감자와 함께 새에 물려가고 혼자 남은 첼은 다시 위로 올라가기 위해 이 실험실의 테스트들을 거쳐간다.
이 낡은 시설에서 과거 애퍼처 사이언스의 CEO '케이브 존슨'이 실험 대상들을 향해 녹음한 것을 자주 듣는다. 시설을 지나 애퍼처 쉐프트 09 라는 곳에 도달하여 다시 만나는 GLaDOS는 케이브 존슨이 말한 비서 '캐롤린'이라는 이름과 그녀의 말에 특히 반응을 보이며, 이후 첼에 대해 점점 호의적인 태도를 보이게 된다. 지하실의 테스트들은 모두 통과하고 위로 올라오면, 휘틀리가 터릿과 큐브를 합친 '프랑켄 터릿'을 만들어 테스트에 대한 욕구를 해결하게 하고 있는 것을 보게 된다. 이때부터, 적당한 피실험자가 없던 휘틀리는 첼을 통해 테스트한다. 휘틀리는 실험실을 만들 능력이 없어 과거 GLaDOS가 만들어 놓은 방들을 조합해 극단적인 실험실을 만든다.
테스트가 거의 끝낼 쯤에, 휘틀리는 함정을 만들어 스파이크가 붙은 벽으로 첼을 죽이려 했지만 가까스로 탈출한다. 휘틀리의 여러 함정들을 통과하고, 다시 메인 브레이커 룸으로 돌아와서 코어 부분에 GLaDOS를 연결한 뒤 휘틀리가 있는 방으로 돌아온다. 휘틀리는 첼이 GLaDOS를 파괴하는 영상을 보고 나름의 계획을 짜 포탈을 설치 가능한 면을 없애고 폭탄으로 첼을 죽이려하지만 도리어 폭탄에 맞고 무력화되었으며 그 틈을 타 GLaDOS가 손상된 코어(스페이스 코어, 어드벤쳐 코어, 팩트 코어)들을 가져와 휘틀리의 본체에 붙이게 한다. 그로 인해 안내인은 중앙 코어인 휘틀리를 손상된 코어로 판단하여 중앙 코어를 교체 할 수 있는 교착 상태 해결실을 열게 된다. GLaDOS와 코어 교체를 시도하지만 교착 상태 해결 버튼을 누르려 하자 폭탄이 터지며 첼은 움직이지 못하게 된다. 첼은 달을 향해 포탈건을 사용했으며, 첼과 휘틀리는 진공상태의 우주로 빨려들어가게 된다. 그 틈을 타서 GLaDOS가 다시 본체에 자신을 연결하고 시스템들을 수리하였으며 GLaDOS는 첼을 잡아 다시 방으로 데려오고 포탈을 닫는다. GLaDOS의 팔에 맞아 튕겨진 휘틀리는 손상된 코어 중 하나인 우주 코어와 함께 우주 공간에 버려지게 된다. 한참 후, 첼이 깨어나자 GLaDOS는 첼에게 몇가지 말을 전한 뒤 캐롤린에 대한 정보를 삭제하며 첼과 포탈 1에서 첼이 소각한 동행 큐브를 지상으로 돌려보내고 그것으로 끝난다.

## 설정 및 용어

### 애퍼처 사이언스
시리즈의 배경이 되는 최첨단 과학 연구소.

### 젤

포탈2의 '반발 젤'

- 반발 젤(Repulsion Gel) : 애퍼처 사이언스에서 개발한 파란색젤로 물리력을 반사하여 부딪히는 물체의 힘의 배로 튕겨낸다.
- 추진 젤(Propulsion Gel) : 주황색의 젤로 물체를 쉽게 미끄러지게 하며 빠르게 달릴 수 있게 한다.
- 변환 젤(Conversion Gel) : 월석이 함유된 하얀색의 젤로 포탈이 쏴지지 않는 표면을 포탈이 쏴지도록 바꿀 수 있다.
- 세척 젤(Cleansing Gel) : 투명한 물처럼 생겼으며 벽에 묻은 젤을 지워낸다.

## 협동 플레이
포탈2는 전작과는 다르게 협동 멀티 플레이를 지원한다. 협동 멀티 플레이에는 두 로봇이 등장하는데 파란 눈과 원형의 외형을 가진 아틀라스(Atlas)와 길쭉한 타원형에 오렌지색 눈을 하고 있는 피-바디(P-body)이다. GLaDOS는 원래의 이름을 부르지 않고 눈의 색깔인 블루, 오렌지로 부른다. 이 둘은 싱글 플레이에서도 거론되며 잠깐 등장하기도 한다. 이 둘은 서로 다른 두 가지 포탈을 형성하는 포탈건을 가지고 있어, 함께 4개의 포탈을 만들 수 있으며 이를 이용해서 퍼즐을 풀어나가는 것이 협동 플레이의 목표이다.

## DLC 및 관련 미디어

### Portal 2: Lab Rat
공식 포탈2 책이다.

### The Final Hours of Portal 2
아이폰, 아이패드 용으로 나온 Portal 2의 개발 비화에 대해서 다룬 유료 메이킹 가이드북이며 스팀을 통해서 배급되기에 PC로도 볼 수 있다.

### Portal: Still Alive
포탈 1의 Xbox 360 아케이드용으로 나온 버전으로 본편과 함께 새로운 보너스 스테이지가 수록되어 있다.

### 포탈 2 식스센스 모션팩 DLC
새로운 퍼즐맵과 포탈건에 새로운 기능이 추가된 포탈 2의 무료 DLC로 전용 컨트롤러를 필요로 한다.

### 영원한 테스트 이니셔티브
포탈2의 무료 퍼즐 맵 에디터 무료 DLC이다.

### Peer Review
포탈2 코옵(협동)중 "예술 치료" 챕터가 추가된 무료 DLC이다.

### 포탈 2 식스센스 퍼셉추얼 팩(Portal 2 Sixensc Perceptual Pack)
새로운 퍼즐맵과 포탈 2 식스센스 모션팩 DLC의 포탈건을 포함한 포탈 2의 무료 DLC로 전용 컨트롤러를 필요로 한다.

## 사운드 트랙

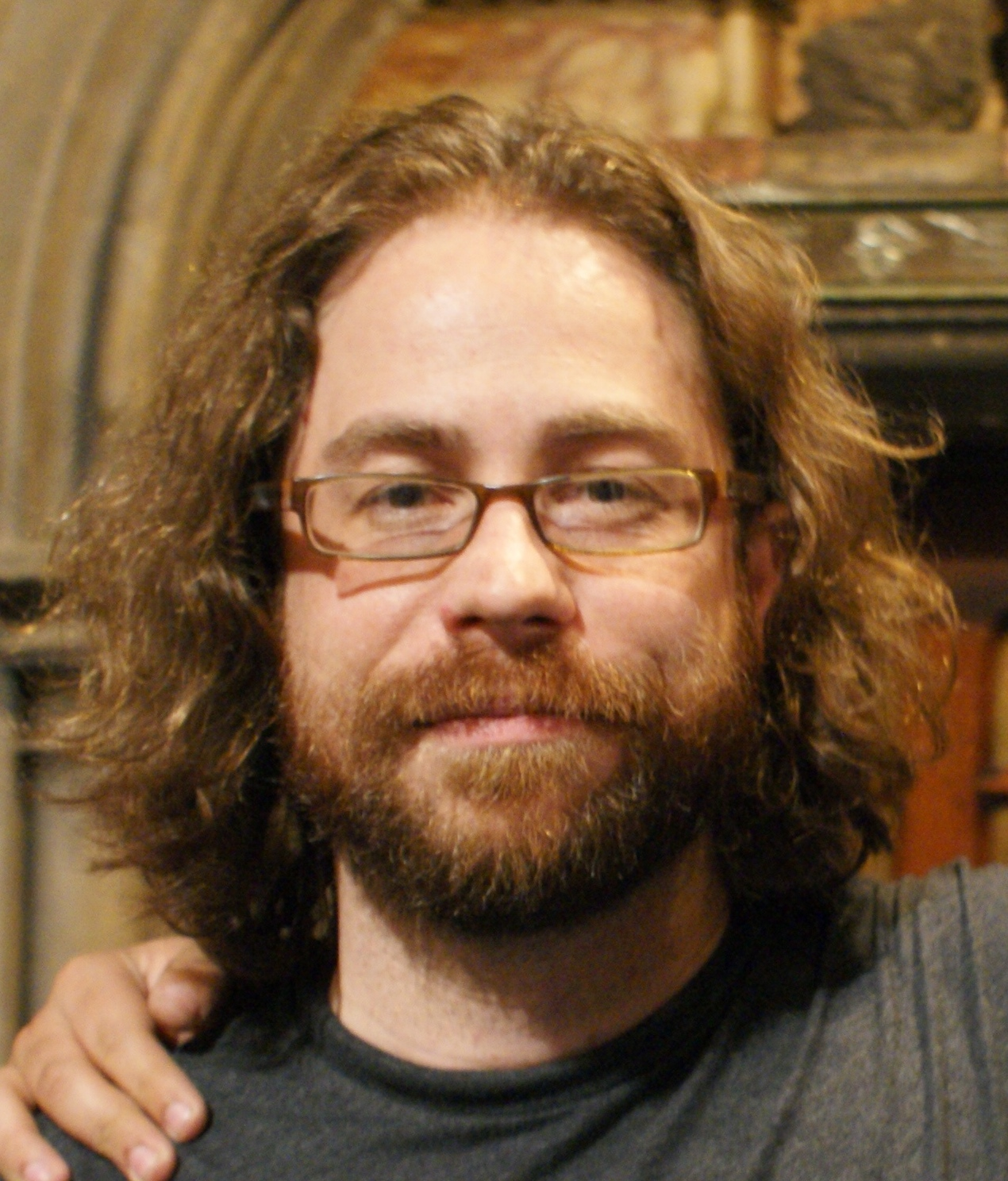
작곡가 조너선 콜턴

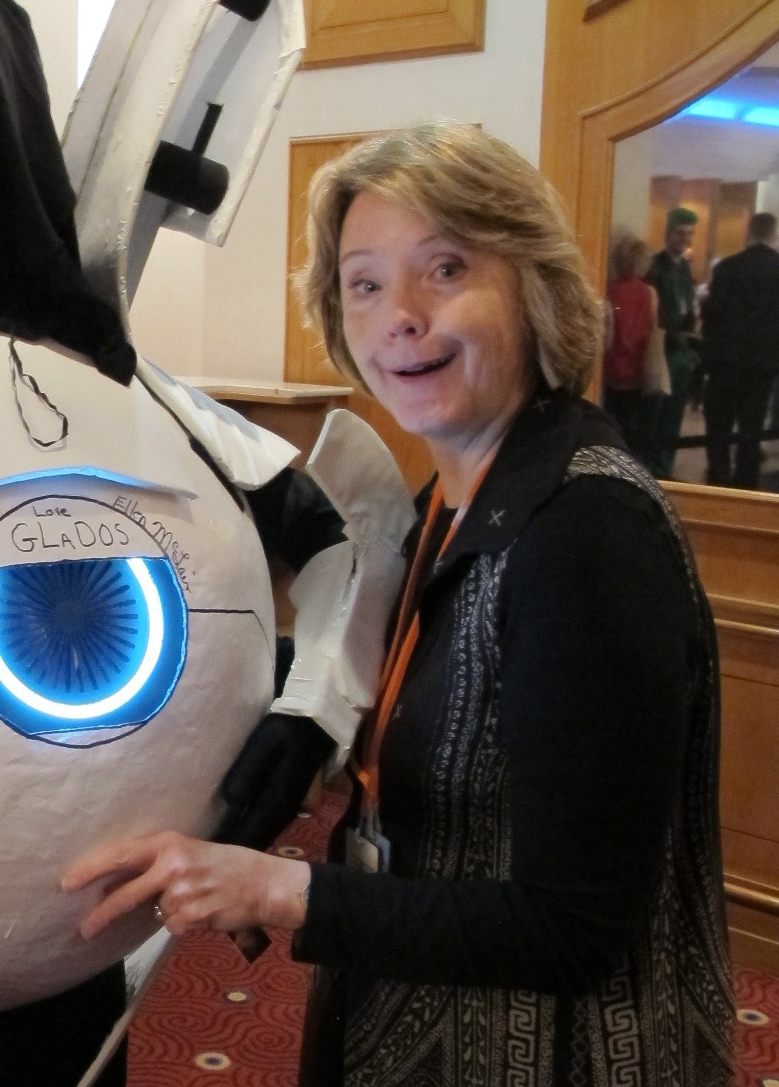
싱어송라이터 엘런 매클레인

포탈2의 사운드 트랙은 공식 사이트에서 무료로 배포된다. 또한 2012년 10월 30일, 포탈1 사운드 트랙이 보너스로 추가된 'Portal 2 Songs To Test By (Collector's Edition)'로 공식 앨범이 발매되었다. 하지만 여전히 공식 사이트에서 무료로 다운로드 가능하다.
더 내셔널에서 부른 'Exile Vilify'가 작중에 라디오 노래로 등장한다. 다만 공식적인 포탈2 OST는 아니다.
엔딩곡인 'Want You Gone'의 작곡가는 마찬가지로 포탈 1의 엔딩곡 'Still Alive'를 작곡한 조너선 콜턴이며 마찬가지로 'Still Alive'를 부르고 GLaDOS의 성우이기도 한 엘런 맥클레인이 Want You Gone을 불렀다.
엔딩곡 이전에 OST인 'Cara Mia Addio!' 역시 엘런 맥클레인이 불렀으며 이탈리아어로 불렸다. 노래 제목이 'Qué lastima'라는 스페인어라는 루머가 있었으나 이는 노래 가사중 'Ché la stima! (퀘엘 라스티마)'가 'Que lastima (퀠 라스티마)'로 와전돼 잘못 퍼진 것이다.
사운드 트랙 볼륨3 17~22인 'Robot Waiting Room'은 포탈2 두번째 DLC인 '영원한 테스트 이니셔티브'의 배경음악이다.
| #             | 제목                                         | 작사·작곡     | 재생 시간 |
| ------------- | -------------------------------------------- | ------------- | --------- |
| 1.            | 〈Science Is Fun〉                           | Mike Morasky  | 2:33      |
| 2.            | 〈Concentration Enhancing Menu Initialiser〉 | Mike Morasky  | 2:17      |
| 3.            | 〈9999999〉                                  | Mike Morasky  | 3:11      |
| 4.            | 〈The Courtesy Call〉                        | Mike Morasky  | 3:37      |
| 5.            | 〈Technical Difficulties〉                   | Mike Morasky  | 3:22      |
| 6.            | 〈Overgrowth〉                               | Mike Morasky  | 2:51      |
| 7.            | 〈Ghost of Rattman〉                         | Mike Morasky  | 4:06      |
| 8.            | 〈Haunted Panels〉                           | Mike Morasky  | 1:36      |
| 9.            | 〈The Future Starts with You〉               | Mike Morasky  | 3:22      |
| 10.           | 〈There She Is〉                             | Mike Morasky  | 4:21      |
| 11.           | 〈You Know Her?〉                            | Mike Morasky  | 3:11      |
| 12.           | 〈The Friendly Faith Plate〉                 | Mike Morasky  | 2:59      |
| 13.           | 〈15 Acres of Broken Glass〉                 | Mike Morasky  | 5:00      |
| 14.           | 〈Love as a Construct〉                      | Mike Morasky  | 4:57      |
| 15.           | 〈I Saw a Deer Today〉                       | Mike Morasky  | 3:13      |
| 16.           | 〈Hard Sunshine〉                            | Mike Morasky  | 2:48      |
| 17.           | 〈I'm Different〉                            | Mike Morasky  | 4:29      |
| 18.           | 〈Adrenal Vapor〉                            | Mike Morasky  | 2:36      |
| 19.           | 〈Turret Wife Serenade〉                     | Mike Morasky  | 1:39      |
| 20.           | 〈I Made It All Up〉                         | Mike Morasky  | 3:56      |
| 21.           | 〈Comedy = Tragedy + Time〉                  | Mike Morasky  | 3:30      |
| 22.           | 〈Triple Laser Phase〉                       | Mike Morasky  | 4:15      |
| 총 재생 시간: | 총 재생 시간:                                | 총 재생 시간: | 73:39     |

| #             | 제목                                           | 작사·작곡     | 재생 시간 |
| ------------- | ---------------------------------------------- | ------------- | --------- |
| 1.            | 〈You Will Be Perfect〉                        | Mike Morasky  | 2:40      |
| 2.            | 〈Halls of Science 4〉                         | Mike Morasky  | 4:35      |
| 3.            | 〈Bots Build Bots〉                            | Mike Morasky  | 4:07      |
| 4.            | 〈An Accent Beyond〉                           | Mike Morasky  | 2:58      |
| 5.            | 〈Robot Ghost Story〉                          | Mike Morasky  | 3:07      |
| 6.            | 〈Die Cut Laser Dance〉                        | Mike Morasky  | 2:00      |
| 7.            | 〈Turret Redemption Line〉                     | Mike Morasky  | 3:23      |
| 8.            | 〈Bring Your Daughter to Work Day〉            | Mike Morasky  | 2:40      |
| 9.            | 〈Almost at Fifty Percent〉                    | Mike Morasky  | 1:59      |
| 10.           | 〈Don't Do It〉                                | Mike Morasky  | 5:16      |
| 11.           | 〈I AM NOT A MORON!〉                          | Mike Morasky  | 3:47      |
| 12.           | 〈Vitrification Order〉                        | Mike Morasky  | 6:34      |
| 13.           | 〈Music of the Spheres〉                       | Mike Morasky  | 3:39      |
| 14.           | 〈You Are Not Part of the Control Group〉      | Mike Morasky  | 3:24      |
| 15.           | 〈Forwarding the Cause of Science〉            | Mike Morasky  | 3:41      |
| 16.           | 〈PotatOS Lament〉                             | Mike Morasky  | 1:59      |
| 17.           | 〈The Reunion〉                                | Mike Morasky  | 3:46      |
| 18.           | 〈Music of the Spheres 2 (Incendiary Lemons)〉 | Mike Morasky  | 2:44      |
| 총 재생 시간: | 총 재생 시간:                                  | 총 재생 시간: | 62:13     |

| #             | 제목                            | 작사·작곡        | 재생 시간 |
| ------------- | ------------------------------- | ---------------- | --------- |
| 1.            | 〈Reconstructing More Science〉 | Mike Morasky     | 2:36      |
| 2.            | 〈Wheatley Science〉            | Mike Morasky     | 2:29      |
| 3.            | 〈FrankenTurrets〉              | Mike Morasky     | 4:08      |
| 4.            | 〈Machiavellian Bach〉          | Mike Morasky     | 4:01      |
| 5.            | 〈Excursion Funnel〉            | Mike Morasky     | 4:32      |
| 6.            | 〈TEST〉                        | Mike Morasky     | 6:14      |
| 7.            | 〈The Part Where He Kills You〉 | Mike Morasky     | 3:23      |
| 8.            | 〈Omg, What Has He Done?〉      | Mike Morasky     | 2:24      |
| 9.            | 〈Bombs for Throwing at You〉   | Mike Morasky     | 5:48      |
| 10.           | 〈Your Precious Moon〉          | Mike Morasky     | 1:55      |
| 11.           | 〈Caroline Deleted〉            | Mike Morasky     | 1:50      |
| 12.           | 〈Cara Mia Addio〉              | Mike Morasky     | 2:33      |
| 13.           | 〈Want You Gone〉               | Jonathan Coulton | 2:21      |
| 14.           | 〈Spaaaaace〉                   | Mike Morasky     | 0:45      |
| 15.           | 〈Space Phase〉                 | Mike Morasky     | 1:32      |
| 16.           | 〈Some Assembly Required〉      | Mike Morasky     | 1:50      |
| 17.           | 〈Robot Waiting Room #1〉       | Mike Morasky     | 2:14      |
| 18.           | 〈Robot Waiting Room #2〉       | Mike Morasky     | 2:14      |
| 19.           | 〈Robot Waiting Room #3〉       | Mike Morasky     | 2:14      |
| 20.           | 〈Robot Waiting Room #4〉       | Mike Morasky     | 2:14      |
| 21.           | 〈Robot Waiting Room #5〉       | Mike Morasky     | 2:14      |
| 22.           | 〈Robot Waiting Room #6〉       | Mike Morasky     | 2:06      |
| 23.           | 〈You Saved Science〉           | Mike Morasky     | 0:47      |
| 24.           | 〈Robots FTW〉                  | Mike Morasky     | 3:38      |
| 총 재생 시간: | 총 재생 시간:                   | 총 재생 시간:    | 65:54     |

## 평가
| 평가 |                                        |
| --- | -------------------------------------- |
| 통합 점수 통합사 점수 게임랭킹스 (PC) 95.16% [ 7 ] (X360) 94.00% [ 8 ] (PS3) 93.95% [ 9 ] 메타크리틱 95/100 [ 10 ] [ 11 ] [ 12 ] 평론 점수 평론사 점수 1UP.com A+ [ 13 ] 에지 9/10 [ 14 ] 유로게이머 10/10 [ 15 ] 패미츠 37 (10/9/9/9) [ 16 ] G4 5/5 [ 17 ] 게임 인포머 9.5/10 [ 18 ] 게임스팟 9.0/10 [ 19 ] IGN 9.5/10 [ 20 ] PC 게이머 (US) 94/100 [ 21 ] |                                        |
| 통합 점수 |                                        |
| 통합사 | 점수                                   |
| 게임랭킹스 | (PC) 95.16% (X360) 94.00% (PS3) 93.95% |
| 메타크리틱 | 95/100                                 |
| 평론 점수 |                                        |
| 평론사 | 점수                                   |
| 1UP.com | A+                                     |
| 에지 | 9/10                                   |
| 유로게이머 | 10/10                                  |
| 패미츠 | 37 (10/9/9/9)                          |
| G4 | 5/5                                    |
| 게임 인포머 | 9.5/10                                 |
| 게임스팟 | 9.0/10                                 |
| IGN | 9.5/10                                 |
| PC 게이머 (US) | 94/100                                 |